# Bartlett (Nebraska)
Bartlett è un comune degli Stati Uniti d'America, situato nello Stato del Nebraska, nella contea di Wheeler, della quale è il capoluogo.